# ガルゴジュニア
ガルゴジュニア（Galgo Jr.、1928年 - 1936年）はプエルトリコの競走馬。父ガルゴ (Galgo) が馬名の由来で、母はウォーレリーフ。毛色は鹿毛。
1930年から死亡する1936年までの7年間走り、競走馬の勝ち数としては世界記録となる137勝の記録を作った。1931年にはこれも世界最多勝利となる1シーズン30勝を挙げた。獲得賞金は当時のプエルトリコ賞金レコードとなる31,739ドル、連勝記録も世界3位の39連勝など多数の記録を持っている。
なお馬主のラモン・ガルシアは、アメリカの競走馬であった父ガルゴ（旧名：Check）を購入してプエルトリコで種牡馬とした人物であった。
- 競走成績 - 159戦137勝2着17回

## 血統表
| ガルゴジュニアの血統マッチェム系 / St. Simon 5×5=6.25% | ガルゴジュニアの血統マッチェム系 / St. Simon 5×5=6.25% | ガルゴジュニアの血統マッチェム系 / St. Simon 5×5=6.25% | （血統表の出典）    | （血統表の出典） |
| 父 Galgo 栗毛 1921年 アメリカ                          | 父の父Fair Play 栗毛 1905年 アメリカ                   | Hastings                                               | Spendthrift         | Spendthrift      |
| 父 Galgo 栗毛 1921年 アメリカ                          | 父の父Fair Play 栗毛 1905年 アメリカ                   | Hastings                                               | Cinderella          |                  |
| 父 Galgo 栗毛 1921年 アメリカ                          | 父の父Fair Play 栗毛 1905年 アメリカ                   | Fairy Gold                                             | Bend Or             | Bend Or          |
| 父 Galgo 栗毛 1921年 アメリカ                          | 父の父Fair Play 栗毛 1905年 アメリカ                   | Fairy Gold                                             | Dame Masham         |                  |
| 父 Galgo 栗毛 1921年 アメリカ                          | 父の母Chit Chat 鹿毛 1913年 アメリカ                   | Rock Sand                                              | Sainfoin            | Sainfoin         |
| 父 Galgo 栗毛 1921年 アメリカ                          | 父の母Chit Chat 鹿毛 1913年 アメリカ                   | Rock Sand                                              | Roquebrune          |                  |
| 父 Galgo 栗毛 1921年 アメリカ                          | 父の母Chit Chat 鹿毛 1913年 アメリカ                   | Chinkara                                               | Galopin             | Galopin          |
| 父 Galgo 栗毛 1921年 アメリカ                          | 父の母Chit Chat 鹿毛 1913年 アメリカ                   | Chinkara                                               | Raker               |                  |
| 母 War Relief 1919年                                   | 母の父Granite 鹿毛 1908年 アメリカ                     | Rockton                                                | Meddler             | Meddler          |
| 母 War Relief 1919年                                   | 母の父Granite 鹿毛 1908年 アメリカ                     | Rockton                                                | Brown Princess      |                  |
| 母 War Relief 1919年                                   | 母の父Granite 鹿毛 1908年 アメリカ                     | Adriutha                                               | Clifford            | Clifford         |
| 母 War Relief 1919年                                   | 母の父Granite 鹿毛 1908年 アメリカ                     | Adriutha                                               | Aranza              |                  |
| 母 War Relief 1919年                                   | 母の母Opje 1912                                        | Kroonstad                                              | Kilwarlin           | Kilwarlin        |
| 母 War Relief 1919年                                   | 母の母Opje 1912                                        | Kroonstad                                              | Sabra               |                  |
| 母 War Relief 1919年                                   | 母の母Opje 1912                                        | Gironde                                                | Clover              | Clover           |
| 母 War Relief 1919年                                   | 母の母Opje 1912                                        | Gironde                                                | Georgette F-No.23-a |                  |